# 다니야마역 (큐슈여객철도)
다니야마역(일본어: 谷山駅)은 일본 가고시마현 가고시마시에 위치한 규슈 여객철도 소속 철도역이며, 이부스키마쿠라자키 선의 정차역이다.

## 역 구조
상대식 홈 2면 2선을 가지는 지상역. 서로의 홈은 과선교에서 연락하고 있다. 상행선 홈은 섬식이지만 1선 사용이다.
규슈 교통 기획이 역 업무를 실시하는 업무 위탁역이므로, POS 단말이 설치되어 있다.
| 플랫폼 | 노선                    | 방향   | 행선지                     |
| 1      | ■ 이부스키마쿠라자키 선 | 하행선 | 이부스키 · 마쿠라자키 방면 |
| 2      | ■ 이부스키마쿠라자키 선 | 상행선 | 가고시마 중앙 방면         |

역 주변에는 가고시마 시청 다니야마 지소가 있다.

## 인접 역
| 이부스키마쿠라자키 선     | 이부스키마쿠라자키 선    | 이부스키마쿠라자키 선  |
| ------------------------- | ------------------------ | ---------------------- |
| 우스키 가고시마 중앙 방면 | ■ 쾌속 "나노하나" ■ 보통 | 지겐지 마쿠라자키 방면 |